# Luís Mena e Silva
Luís Falcão de Mena e Silva (S. Vicente, Abrantes, 24 de janeiro de 1902 - Mártires, Lisboa, 3 de Agosto de 1963) foi um cavaleiro português que competiu em três Jogos Olímpicos.
Frequentou o Colégio Militar e depois seguiu como militar de carreira até ao posto de Coronel.  
Em 1936 ele e seu cavalo Fossette compuseram a equipe portuguesa de saltos, que ficou em terceiro lugar. Na mesma edição dos Jogos, Mena terminou em 21º na disputa individual.
Doze anos depois ele conquistou outra medalha de bronze olímpica, na prova do adestramento por equipes, depois de terminar em décimo segundo na disputa individual.
Nos Jogos de Roma, competiu apenas no adestramento individual, ficando em 17º lugar.